# Szentmártonkáta
Szentmártonkáta é um município da Hungria, situado no condado de Peste. Tem 52,18 km² de área e sua população em 2015 foi estimada em 4.810 habitantes.